# (73159) 2002 GY140
(73159) 2002 GY140 – planetoida z pasa głównego asteroid okrążająca Słońce w ciągu 4,03 lat w średniej odległości 2,53 j.a. Odkryta 13 kwietnia 2002 roku.